# Schelfhorst (Overijssel)

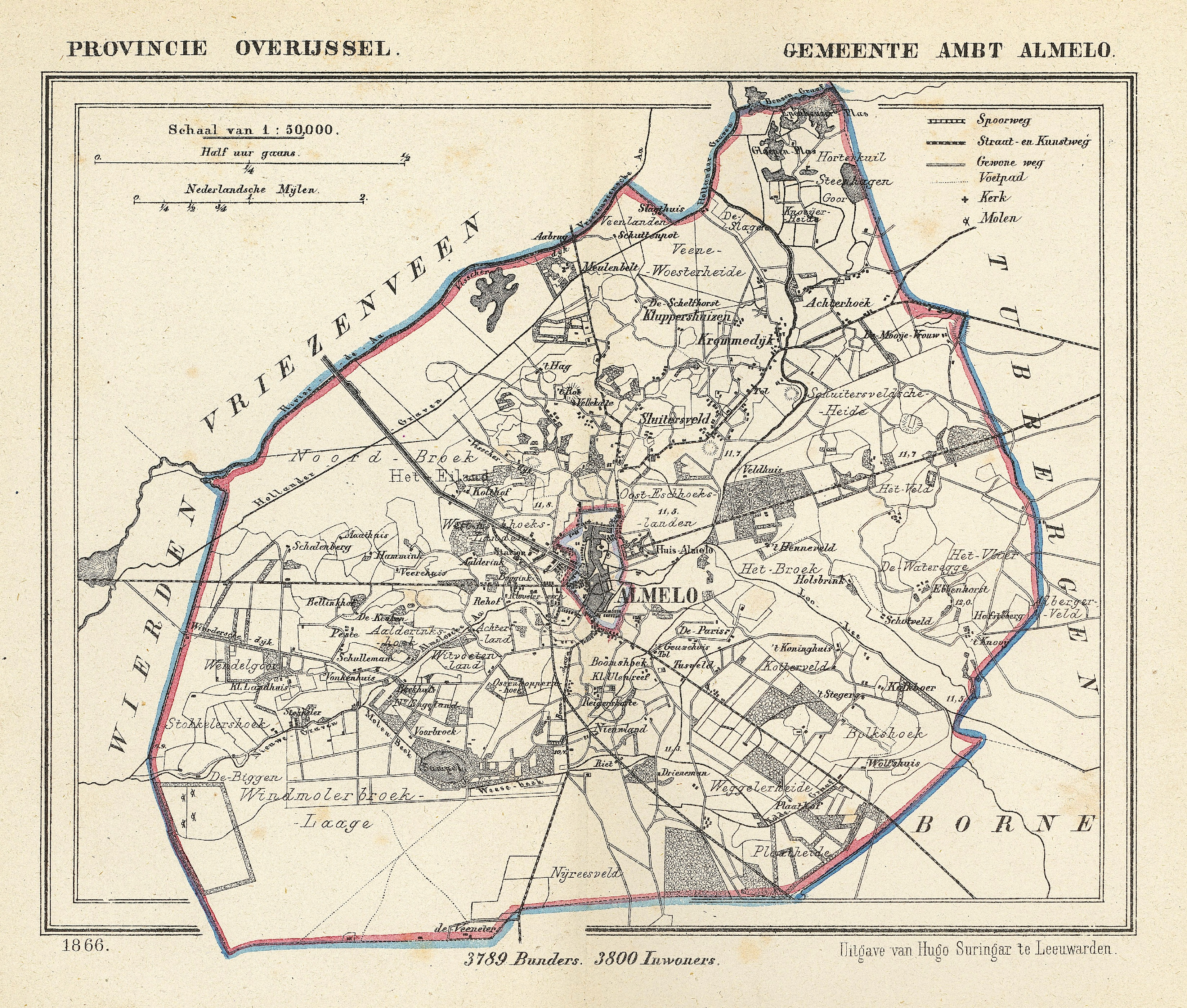
"De Schelfhorst" is niet meer dan een groepje boerderijen in de buurt van "Kluppershuizen" op deze kaart van het Ambt Almelo uit 1866.

De Schelfhorst is een wijk in het noorden van de stad Almelo. De wijk telt 11.000 inwoners en is daarmee de op een na grootste wijk van Almelo.
In de wijk bevinden zich onder andere een overdekt winkelcentrum, een sporthal, sportpark, diverse lagere scholen en een huisartsen-onder-één-dak voorziening inclusief apotheek.

## Historie en opzet
De oudste vermelding van de Schelfhorst dateert uit 1489, wanneer een grote hooimaat (1/9 bunder = 0,14 ha) bij de Schelfhorst verhandeld wordt (archief Huize Almelo). Op de chromotopografische kaarten van het Koninkrijk der Nederlanden staan vanaf 1885 zowel de Schelfhorst als de Schelfhorster Landen vermeld.
Er is een erve Schelfhorst geweest. Gerrit Jan Eshuis vermeldt in zijn in 1976 gepubliceerde boek Van Boerenland tot Stadsrand, dat handelt over de geschiedenis van het boerenbedrijf rondom Almelo, dat hij een dubbel boerenwoonhuis had, "...een huis van twee eggen...", overlangs verdeeld in tegenstelling tot de gebruikelijke overdwars verdeling. Het huis was in vakwerk gemetseld en het dak geheel met stro bedekt. Omstreeks 1910 werd het verkocht door Hein Engberts uit Charlottenburg en is het in 1929 afgebrand. Op die plaats werd daarna een eengezinswoning gebouwd.
De naam kan een christelijke achtergrond hebben, waarbij 'schelf' verwijst naar de Schelfzee, in de Bijbel de naam voor de Rode Zee, die Mozes in tweeën spleet bij de uittocht uit Egypte. 'Schelf' kan ook hoop, stapel of hooizolder betekenen. De uitgang '-horst' is een historische benaming voor een met kreupelhout of hakhout begroeid, hoger gelegen stuk grond.
De Schelfhorster Landen werden begrensd door de Westsluitersveldlanden in het zuiden, de Haghoek in het westen, de Vriezenveense Aa in het noorden en de Kluppelshuizen in het oosten. Volgens Hennie Gerritsen, auteur van Ootmarsumsestraat, 3000 jaar oude handelsweg, was het een moerassig gebied, op oude kaarten omschreven als "veene en woesterheide". Door eeuwenlange bemesting van heideplaggen was de oorspronkelijke heide nagenoeg geheel verdwenen (https://web.archive.org/web/20160304131251/http://www.trefhoek.nl/Sluitersveld.pdf, Wijk- en Jeugdcentrum De Trefhoek, 2012).
De buurtschap Schelfhorst had een eigen brink, dat een open ruimte in gemeenschappelijk bezit is en een ontmoetingsplaats voor oud en jong. Rond de brink vestigden zich mensen die door hun ambacht of functie onmisbaar waren voor de gemeenschap. De grotere boerderijen lagen wat verder van de brink af. De "entree" van de Schelfhorst was de Schelfhorstweg die vanaf de Vriezenveense weg tot aan de Schelfhorster brink liep. Om de brink te bereiken, passeerde men het Voorhuis (voorheen 't Rouhuis, of Trouwhuis) en de Middelkampshuizen, alle rechts van de weg gelegen, daarna de Toren en de Schelfhorst, links van de weg gelegen en het boerenhuis Veltenshuizen, rechts van de weg gelegen (G.J. Eshuis, Van Boerenland tot Stadsrand, 1976).
Begin jaren zestig van de 20e eeuw werd de toenmalige Rijksweg 36 aangelegd en het woonhuis "De Schelfhorst" verdween definitief. De Schelfhorstweg werd afgesneden van de Schelfhorst.
Eind jaren zestig werd begonnen met de bouw van de woonwijk Schelfhorst en begin jaren zeventig ontstonden de eerste woningblokken. In de jaren tachtig is de wijk uitgebreid met 'Kluppelshuizen', deze buurtschap is door de bouw van de Schelfhorst erin opgenomen.
De wijk is over het algemeen gebouwd met doorzonwoningen en enkele hoogbouwflats. De wijk is heel groen van opzet en heel ruim ingedeeld met verschillende buurten. In de wijk bevindt zich ook het stadspark Schelfhorstpark.
Stad: Almelo      Dorpen: Aadorp · Bornerbroek · Mariaparochie (deels)      Buurtschappen: Tusveld · Bavinkel · Deldenerbroek (deels)

Wijken: Binnenstad · De Riet · Noorderkwartier · Sluitersveld · Wierdensehoek · Nieuwstraat-Kwartier · Ossenkoppelerhoek · Hofkamp · Schelfhorst · Windmolenbroek

Voormalige gemeenten: Ambt Almelo · Stad Almelo

Overijssel · Steden en dorpen in Overijssel      Nederland · Provincies · Gemeenten